# Serrasalmus medinai
Serrasalmus medinai es una especie de pez de la subfamilia de los "caribes" o "pirañas" endémica de la Orinoquia. 

## Hábitat
Habita principalmente ríos de aguas blancas de la cuenca del Río Orinoco. Frecuentemente se le encuentra en sabanas inundadas de los llanos centrales de Venezuela y llanos orientales de Colombia. 

## Características
El cuerpo es romboidal, de color plateado con numerosas manchas ovaladas y con la región ventral (abdomen) de tono rojizo. Una gran mancha negra por encima de la aleta pectoral. Aletas de color oscuro y la anal de tono rojo fuego (Machado-Allison y Fink, 1996). 

## Hábitos alimentarios
Son peces predadores principalmente consumen otros peces más pequeños, larvas de insectos acuáticos y crustáceos (camarones).

## Comentarios
El cuerpo es parecido al de Pygocentrus cariba (Humboldt, 1821) (caribe colorado) con la cual coexiste formando cardúmenes mixtos en etapas juveniles (Machado-Allison, 2005). Sin embargo, no comparte los caracteres de Pygocentrus tales como la robuztez de su cuerpo y el hocico muy chato en esta última especie. Existe otra especie con la cual puede confundirse y es su más cercano relativo Serrasalmus neveriensis Machado-Allison et al 1993, con la cual comparte el patrón de coloración, y forma del cuerpo, pero esta última especie solo habita en ríos de la costa de la región Centro-Oriental de Venezuela. 